# كريستيان برينك
كريستيان برينك (بالنرويجية البوكمول: Christian Brink)‏ (17 مارس 1983 في النرويج - ) هو لاعب كرة قدم نرويجي في مركز الدفاع. لعب مع نادي ساربسبورغ 08 ونادي سوغندال لكرة القدم ونادي لين وStord Sunnhordland FK ‏ ونادي سوندسفال ‏.